# Ischnoptera carcarana
Ischnoptera carcarana är en kackerlacksart som beskrevs av Morgan Hebard 1921. Ischnoptera carcarana ingår i släktet Ischnoptera och familjen småkackerlackor. Inga underarter finns listade i Catalogue of Life.